# داوسون (جورجيا)
داوسون (بالإنجليزية: Dawson, Georgia)‏ هي مدينة تقع في مقاطعة تيريل بولاية جورجيا في الولايات المتحدة. تبلغ مساحة هذه المدينة 9.5 (كم²)، وترتفع عن سطح البحر 107 م، بلغ عدد سكانها 5058 نسمة في عام 2010 حسب إحصاء مكتب تعداد الولايات المتحدة.

## أعلام
- أوتيس ريدينغ
- إرل كوك جونيور
- لوسيوس د. باتل
- والتر واشنطن
- ستيفن بيس

## وصلات خارجية
- Cities & Counties - Georgia.gov